# Nectaroscordum
Nectaroscordum es un género de plantas herbáceas, perennes y bulbosas perteneciente a la subfamilia Allioideae de las amarilidáceas. Comprende 6 especies.

## Especies
- Nectaroscordum bulgaricum
- Nectaroscordum dioscoridis
- Nectaroscordum koelzii
- Nectaroscordum persicum
- Nectaroscordum siculum
- Nectaroscordum tripedale